# همبلدون، ساری
همبلدون (به انگلیسی: Hambledon) یک روستا و محله مدنی در بریتانیا است که در Waverley واقع شده‌است. همبلدون ۱۱٫۱۱ کیلومتر مربع مساحت و ۸۰۵ نفر جمعیت دارد.